# Communauté de communes du Canton de Brouvelieures

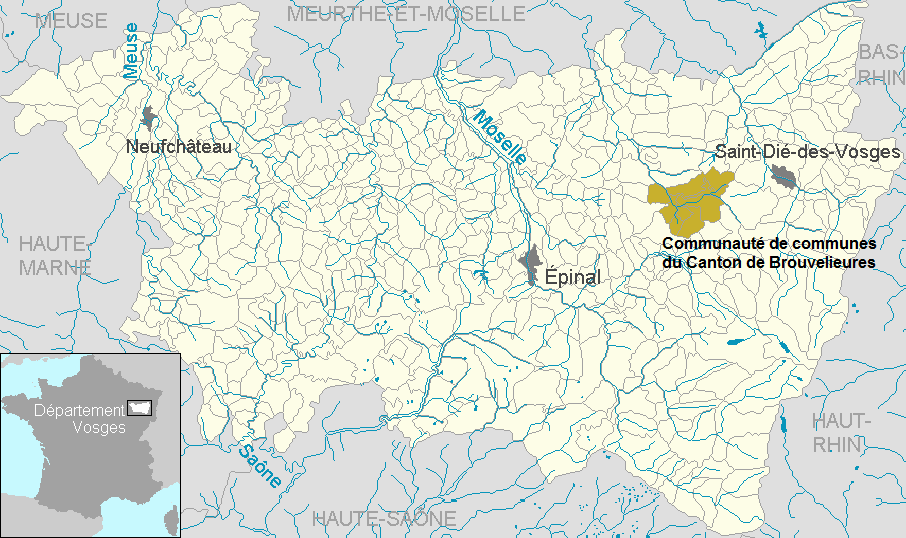
Lage des Kommunalverbandes Canton de Brouvelieures im Département Vosges

Die Communauté de communes du Canton de Brouvelieures war ein kommunaler Zusammenschluss (Communauté de communes) von acht Gemeinden im Département Vosges in Lothringen.
Der Kommunalverband hatte 1.961 Einwohner (2008) auf 76,99 km², was einer Bevölkerungsdichte von 25 Einwohnern/km² entsprach. Sitz des Verbandes war die Gemeinde Brouvelieures. Der Name ist etwas irreführend, denn zwei Gemeinden aus dem Kanton Brouvelieures (Canton de Brouvelieures) gehörten dem Kommunalverband Val de Neuné an.
Das Gebiet des Verbandes erstreckte sich in den westlichen Ausläufern der Vogesen im Einzugsbereich der Mortagne, zwischen den Städten Saint-Dié und Épinal.
Der Kommunalverband entstand am 29. Dezember 1998, um die materiellen Ressourcen der kleinen Gemeinden zu bündeln und die wirtschaftliche und touristische Entwicklung zu koordinieren. Zum Aufgabengebiet des Kommunalverbandes zählen die Raumplanung (unter anderem die Digitalisierung des Katasters) sowie die gemeindeübergreifende Wirtschaftsförderung, hier insbesondere die Schaffung eines interkommunalen Gewerbegebietes. Die Communauté de communes du Canton de Brouvelieures hat sich darüber hinaus zum Ziel gesetzt, auf den Gebieten Tourismus (u. a. Erstellung einer Machbarkeitsstudie zur Wiederinbetriebnahme der Bahnlinie Bruyéres-Brouvellieures-Rambervillers), Kultur- und Sportförderung, Schultransport und Betrieb der Schulkantinen, Pflege und Renaturierung der Mortagne und ihrer Nebenflüsse sowie der Abwasserbehandlung und Abfallwirtschaft eng zusammenzuarbeiten.
Am 1. Januar 2014 fusionierte der Gemeindeverband mit den Verbänden L’Arentèle-Durbion-Padozel und Vallée de la Vologne zum neuen Gemeindeverband Bruyères-Vallons des Vosges.

## Mitgliedsgemeinden
| - Belmont-sur-Buttant - Bois-de-Champ - Brouvelieures - Domfaing | - Fremifontaine - Les Rouges-Eaux - Mortagne - Vervezelle |

## Belege / Weblinks
- Statut des Kommunalverbandes (PDF-Datei, französisch, seit 2017 nicht mehr abrufbar)
- Offizielle Website der Communauté de communes du Canton de Brouvelieures